# Amálgama (química)
Amálgama é uma liga metálica formada pela reação do mercúrio com outro metal. Praticamente todos os metais formam amálgamas com mercúrio, sendo exceções o ferro e a platina. Amálgamas de prata-mercúrio são importantes em odontologia, enquanto que o amálgama de ouro-mercúrio é empregado na mineração do ouro.

## Amálgamas conhecidos e suas aplicações

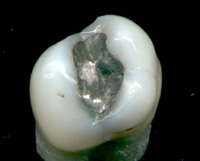
Exemplo de amálgama

### Amálgama de prata
Dentistas utilizam ligas de mercúrio com prata, cobre, índio, estanho e zinco. O amálgama é um material restaurador usado por ser relativamente barato e de fácil manipulação durante a restauração dentária. Ele permanece mole por um breve período de tempo, permitindo a aplicá-lo no preenchimento de uma cavidade irregular, e posteriormente torna-se rígido.

### Amálgama de sódio
O amálgama de sódio é usado como agente redutor em química orgânica e inorgânica. É produzido como produto intermediário no processo cloro-álcali. Em contato com a água decompõe em hidróxido de sódio concentrado, hidrogênio e mercúrio, que é então reutilizado no processo cloro-álcali. Se for empregado um álcool ao invés de água, forma-se o alcóxido correspondente.
O amálgama de sódio é utilizado nas lâmpadas de vapor de sódio.

### Amálgama de amônio
Descoberto em 1808 por Humphry Davy e Jöns Jakob Berzelius. O catião amônio possui características similares aos metais, e forma amálgama com mercúrio. É uma massa cinza, mole e esponjosa que decompõe rapidamente à temperatura ambiente ou em contato com água ou álcoois:
{\displaystyle \mathrm {2\ H_{3}N{-}Hg{-}H\ {\xrightarrow {\Delta T}}\ 2\ NH_{3}+H_{2}+2\ Hg} }

### Amálgama de ouro
É eventualmente usado na mineração do ouro, particularmente em países em desenvolvimento. O ouro presente nas rochas é dissolvido com mercúrio, formando uma mistura mais densa que é posteriormente separada dos sedimentos rochosos. Para se obter o ouro puro o amálgama é aquecido e o mercúrio é evaporado. Este processo produz grandes quantidades de vapor de mercúrio, que é altamente tóxico.

### Amálgama de alumínio
Empregado como agente redutor em reações de química orgânica, como redução de iminas à aminas.

### Amálgama de tálio
Devido ao seu baixo ponto de congelamento (58 graus Celsius abaixo do mercúrio), o amálgama de tálio é empregado como termômetro de baixas temperaturas.

### Amálgama de estanho
O amálgama de estanho foi utilizado no śeculo 19 como superfície refletora de espelhos.